# Сергиевское (Урицкий район)
Сергиевское — село в Урицком районе Орловской области России.
Входит в состав Котовского сельского поселения.

## География
Расположено на левом берегу реки Орлик западнее деревни Щелкуново и севернее административного центра поселения — посёлка Заречный.
Просёлочная дорога из Щелкуново образует в селе улицу Сергиевскую.

## История
Раннее название села было Сотниково. В селе был храм Сергия Радонежского, построенный в 1727 году на средства помещика Нарышкина, давший новое название селу.

## Население
| 2010 |
| ---- |
| 77   |